# Zbegani Sherlock Holmes
Zbegani Sherlock Holmes (izvirno angleško Sherlock Holmes Baffled) je kratek ameriški nemi film iz leta 1900, ki ga je ustvaril Arthur Marvin. Gre za najkrajši znani film o detektivskem liku Sherlocka Holmesa škotskega pisatelja Arthurja Conana Doyla, četudi se upodobitev lika ne sklada s podobo Holmesa iz Doylovega opusa ali kasnejših filmskih priredb. Zavoljo vključitve lika Sherlocka Holmesa film Zbegani Sherlock Holmes velja tudi za prvi posneti detektivski film. V središču dogajanja je tat, ki se pojavlja in izginja po celotnem prostoru in pri tem krade stvari, ki pripadajo Sherlocku Holmesu. Vsakokrat, ko mu tat kaj ukrade, poskusi Holmes nepridiprava onemogočiti, a se vsi poskusi na Holmesovo žalost končajo neuspešno.
Film traja vsega skupaj 30 sekund. Sprva so ga predvajali v žetonskih mutaskopih (ki so delovali na podoben princip kot kasnejši glasbeni jukeboxi), v katerih si ga je lahko naenkrat ogledala le ena oseba. Čeprav so film posneli že leta 1900, so ga uradno registrirali šele leta 1903. Obvestilo o avtorskih pravicah z letnico 1903 se tako nahaja na nekaterih ohranjenih trakovih. Identiteti igralcev, ki sta upodobila prvega filmskega Holmesa v zgodovini ter njegovega napadalca, sta se izgubili in do dandanes ostajata neznani. Potem ko so film dolgo časa imeli za izgubljenega, so ga leta 1968 ponovno odkrili v ameriški Kongresni knjižnici v Washingtonu, v obliki bromidnega fotografskega papirnega traku.

## Vsebina
Sherlock Holmes kmalu po prihodu v svoj salon ugotovi, da je vanj nekdo vlomil. Ko se sooči z vsiljivcem, se le-ta izdejani, s čimer preseneti Holmesa. Slednji poskusi sprva na dogodek hitro pozabiti in si prižge cigaro. Kmalu se v salonu ponovno prikaže vsiljivec in Holmes se odloči priboriti nazaj vse, kar mu je nepridiprav ukradel. Na plano iz svojega kopalnega plašča privleče pištolo in ustreli proti vlomilcu, a se ta v zadnjem trenutku vnovič izdejani in izgine. Ko si nato Holmes le uspe povrniti vso ukradeno lastnino, mu jo nepridiprav še enkrat ukrade, tokrat kar iz roke. Z vrečo nato tat izgine naravnost skozi okno. Film se s tem konča, Holmes pa v zaključku napravi »zbegan« obraz.

## Produkcija
Film je ustvarilo podjetje American Mutoscope and Biograph Company (AMBC), z namenom da bi ga predvajali na mutaskopu, zgodnji napravi za ogled filmov, ki jo je leta 1894 patentiral Herman Casler. Podobno kot kinetoskop Thomasa Alve Edisona tudi mutaskop svojih filmov ni projiciral na ekran in je omogočal ogled filma le po eni osebi naenkrat. Mutaskop je bil cenejši in enostavnejši kot Kinetoscope in se je tudi zavoljo oglaševalske kampanje podjetja American Mutoscope and Biograph Company hitro uveljavil kot prevladujoči filmski avtomat na žetone tistega časa.
Mutaskop je deloval na podobnem principu kot gibajoča slikanica, pri čemer so posamezne slike natisnili na upogibljive neprozorne kartice, ki so bile pritrjene na okroglo jedro, ki se je obračalo s pomočjo človeško vodene ročice. Kartice so osvetljevale električne žarnice znotraj mutaskopa po sistemu, ki ga je zasnoval soustanovitelj podjetja AMBC Henry Marvin, brat Arthurja Marvina. Prvi mutaskopi so sicer temeljili zgolj na preusmerjeni naravni svetlobi.
Da bi se izognili kršenju Edisonovega patenta, so AMBC-jeve kamere med letoma 1895 in 1902 uporabljale film širokega formata, ki je meril 68 mm. Končna filmska slika je zavzemala 50,8 x 63,5 mm, kar je znašalo štirikrat več od filmske slike Edisonovega 35-mm formata. AMBC-jev film ni bil predhodno perforiran, saj je kamera sama ustvarjala prepoznavne vodilne luknjice, ko je trak premikala pri hitrosti 30 slik na sekundo. Trak Zbeganega Sherlocka Holmesa je skupaj zavzel 86,56 m v dolžino, kar je naneslo celotno dolžino filma 30 sekund. V praksi so te številke sicer odstopale, saj je mutaskop poganjala človeško vodena ročica, tako da je lahko film trajal več ali manj kot 30 sekund.
Washingtonska Kongresna knjižnica ima danes v lasti kopijo filma na 16-mm traku, pri čemer dolžina traku znaša 5,5 m.  Katalog podjetja AMBC iz leta 1903 sicer navaja, da je dolžina filma znašala 15,0 m. 
Režiser in kinematograf Zbeganega Sherlocka Holmesa je postal kamerman Arthur W. Marvin (1859–1911), zaposlen pri podjetju AMBC. Marvin je med letoma 1897 in 1911 dokončal preko 418 kratkih filmov in je bil znan po tem, da je v filmih prikazoval vodviljske nastopače. Kasneje se je uveljavil kot kamerman zgodnjih nemih filmov D. W. Griffitha. Identiteti igralcev, ki sta v filmu upodobila Holmesa in njegovega nasprotnika, se nista ohranili in do dandanes ostajata neznani.
AMBC-jevi filmi izpred leta 1903 so povečini spadali pod resničnostni žanr (šlo je za dokumentarne posnetke dejanskih oseb, krajev in dogodkov), vendar je Zbegani Sherlock Holmes primer zgodnjega AMBC-jevega humorističnega pripovednega filma. Posneli so ga v strešnem studiju podjetja na Broadwayu, New York. Christopher Redmond je v svoji knjigi Sherlock Holmes Handbook za datum snemanja določil 26. april 1900. Film naj bi nato v končni obliki izšel maja istega leta. Čeprav se je že skoraj tri leta nahajal v obtoku, so Zbeganega Sherlocka Holmesa odgovorni pri AMBC-ju avtorskopravno registrirali šele 24. februarja 1903. Ta datum je označen tudi na filmski naslovni kartici s podatki o avtorskih pravicah. V literaturi se je pogosto zmotno omenjala tudi letnica 1905, a je tedaj pod okriljem Vitagrapha nastal drug film o Sherlocku Holmesu, naslovljen Adventures of Sherlock Holmes; or, Held for Ransom.

## Ponovno odkritje
Film je dolgo časa veljal za izgubljenega. Leta 1968 je nato Michael Pointer, zgodovinar filmov o Sherlocku Holmesu, v washingtonski Kongresni knjižnici odkril ohranjen filmski papirni trak s celotnim 30-sekundnim filmom. Ker zakonodaja do leta 1912 filmov še ni pokrivala preko avtorskih zakonov, so kopije filmov na papirnih trakovih pošiljali le studiji, ki so želeli registrirati svoja dela. Filmski trak so na papirnega razvili na podoben način kot vse fotografije tistega časa. Ti papirni trakovi so bili narejeni iz svetlobno občutljivega papirja in so v širino in dolžino merili toliko kot dejanski filmski trak. Tako Edisonovo podjetje kot AMBC sta Kongresni knjižnici pošiljala celotne filme v obliki papirnih trakov in v taki obliki se jih je večina ohranila do danes. Zbeganega Sherlocka Holmesa so naposled pretvorili na 16-mm filmski trak in kot tak se danes nahaja v vitrinah zbirke Kongresne knjižnice.

## Analiza
Zgodba Zbeganega Sherlocka Holmesa se ne nanaša na nobeno od zgodb iz Doylovega opusa o Sherlocku Holmesu. Verjetno so ustvarjalci Holmesovo ime uporabili zgolj zaradi prepoznavnosti v javnosti. Film so posneli s statične točke, od koder je bila kamera usmerjena proti odru. Osnovni namen filma je bil bržkone prikazati osnovne filmske trike in posebne učinke, v prvi vrsti t. i. »stop trik«, ki ga je kot prvi leta 1896 ponesreči »izumil« francoski režiser Georges Méliès.
Gre za prvega izmed filmov zgodnje dobe, v katerem je opaziti trend ustvarjalcev po tem, da like prikažejo v zabavnem smislu ali da jih celo osmešijo. V tem primeru je tak lik neugledno oblečeni Holmes, ki ga »zbega« vlomilec. Celotno dogajanje je v popolnem nasprotju z naravo detektivskega superjunaka, ki si ga je zamislil Doyle. William K. Everson je v svoji knjigi The Detective in Film zapisal, da se je Zbegani Sherlock Holmes spopadel z isto težavo kot vsi nadaljnji nemi detektivski filmi, namreč da mu je »krila spodrezala nezmožnost izvajanja daljših zasliševanj ali ustnega izpeljevanja mojstrskih sklepov ... poudarek je ležal na skrivnosti ali na fizični akciji, ne pa na preiskovanjih,« ki si jih je lahko Doyle privoščil v literarni obliki. Zasuk je prišel šele leta 1916 s filmom Sherlock Holmes, v katerem se je William Gillette kot prvi spoprijel z resno priredbo Doylovega slavnega detektiva. Michael Pointer je namignil, da je Holmesova pojava in oprava v filmu Zbegani Sherlock Holmes imitacija Gillettove odrske upodobitve Holmesa. Gillettova igra Sherlock Holmes je namreč svojo broadwaysko premiero doživela 6. novembra 1899 v newyorškem gledališču Garrick Theater.
Pointer je v poročilu o svojem odkritju leta 1968 zapisal, da »gre za zgodnji film o snemalnih potegavščinah, ki so ga posneli za predvajanje na mutaskopu ali drugih žetonskih avtomatih. Čeprav gre za zelo kratko in trivialno delo, je zgodovinsko pomembno, saj se je z njim v filmih prvič pojavil Sherlock Holmes.«  Poleg dejstva, da gre za prvi film o Holmesu, je Zbegani Sherlock Holmes prelomen tudi zato, ker je z vključitvijo Holmesa prvi znani detektivski film v zgodovini. Danes splošno velja domneva, da je od tega filma dalje Holmes postal največkrat upodobljeni lik v filmski zgodovini.